# Proasellus sketi
Proasellus sketi là một loài chân đều trong họ Asellidae. Loài này được Henry miêu tả khoa học năm 1975.